# Colin Davis
Colin Davis (Weybridge, Surrey, Reino Unido, 25 de septiembre de 1927-Londres, 14 de abril de 2013) fue uno de los directores de orquesta británicos más importantes del siglo XX especializado en Wolfgang Amadeus Mozart, Jean Sibelius, Ludwig van Beethoven, Edward Elgar, Richard Wagner y, sobre todo, por la revalorización de la obra de Hector Berlioz y Michael Tippett. Es miembro de la Orden de los Compañeros de Honor y Comendador de la Orden del Imperio Británico.

## Datos biográficos
Estudió clarinete en el Royal College of Music de Londres y logró importantes méritos, como la oportunidad de estrenar la Sonatina para clarinete y piano de Malcolm Arnold en 1951, pero no fue admitido en el curso de dirección porque no tenía el nivel de piano requerido. Aun así creó la orquesta de Kalmar con unos amigos, que dirigió él mismo.
En 1952, Davis trabajó en el Royal Festival Hall y a finales de los años 50 dirigió la BBC Scottish Orquesta. Tuvo un largo éxito cuando sustituyó a Otto Klemperer. Al año siguiente reemplazó a Thomas Beecham.
Durante los años 60 colaboró con el Sadler's Wells Opera, la Orquesta Sinfónica de Londres y la Orquesta Sinfónica de la BBC. En 1967 debutó en el Metropolitan de Nueva York. En 1971 sustituyó a Georg Solti como director musical del Royal Opera House-Covent Garden, hasta 1986. Ha actuado igualmente en el Festival de Salzburgo.
Llegó a ser un intérprete destacado de óperas de Michael Tippett; interpretó las premières de The Knot Garden (1970), The Ice Break (1977) y The Mask of Time (1984). En 1977 se convirtió en el primer director de orquesta inglés en actuar en el Festival de Bayreuth (consagrado a óperas de Richard Wagner), donde dirigió Tannhäuser.
Dirigió la Orquesta Sinfónica de la Radio de Baviera en Múnich, donde destacó en las interpretaciones de obras de Mozart, y la Orquesta Sinfónica de Boston antes de ser nombrado director titular de la Orquesta Sinfónica de Londres en 1995. Fue director honorario de la Staatskapelle de Dresde. Se especializó en la música de Héctor Berlioz. 
A nivel de música contemporánea, Davis ha destacado en sus compatriotas — Tippett y Britten — y en la música de Stravinski, dejando un tanto de lado la experiencia dodecafónica y atonal con la curiosa excepción del compositor español Roberto Gerhard, músico afincado en Londres y que fue amigo íntimo del director.

## Estilo interpretativo
Sir Colin Davis encarnaba las mejores virtudes del arte interpretativo inglés. Era un director polifacético alejado por completo del dramatismo propio de la tradición germánica. Tenía un estilo límpido, claro y muy respetuoso con las partituras. Afable y cercano en su relación con los profesores, evitaba cualquier distancia insalvable entre ellos en aras a que la interpretación fuera lo más cercana posible a lo que el compositor escribió en la realidad. Nunca pretendió reelaborar la obra de arte, sino más bien sacarla del plano de su escritura para conferirle el relieve necesario: «La partitura es como un plano del Monte Everest, pero no el Monte Everest mismo. Nuestra labor consiste en transformar dicha partitura en una experiencia real», decía al respecto. Su estilo de dirección era más bien conservador, sirviéndose de una amplia y poderosa batida a la hora de marcar entradas y dinámicas, y con una gesticulación que a menudo reforzaba con un canto sordo en su boca que trataba de seguir la línea melódica principal de la ejecución.
Colin Davis se aproximó a Berlioz con gran apasionamiento. Sus interpretaciones de la obra del compositor francés sintetizan, con gran acierto y sabiduría, el dramatismo inherente de la propia música con una sobriedad necesaria para garantizar una contención que logra evitar los desbordamientos apasionados, una peculiar trampa que suele encerrar la música de Berlioz y en la que han caído muchos directores. Pero la relación entre Davis y Berlioz no resultó tan fácil como pudiera imaginarse; desde un principio, Davis tuvo que pelear con los productores discográficos para persuadirles de que la música de Berlioz podía ser accesible al gran público mediante los discos. Y, sin lugar a dudas, lo consiguió. Hasta entonces, la música de Berlioz sólo había sido interpretada con profundidad por la escuela francesa (Monteux, Ansermet, Cluytens, Munch… ) pero el repertorio se encontraba reducido a unas pocas obras sinfónicas del compositor. Davis tuvo el mérito de explorar toda la música de Berlioz.

## Vida privada
Su padre, Reginald, fue soldado durante la Primera Guerra Mundial. Su madre, Lillian, tocaba el piano. Tenía dos hermanos, Normand y Howard, y cuatro hermanas. Howard trabajó como oficinista en el Banco de Inglaterra y murió en la Segunda Guerra Mundial. Normand fue profesor de clásicos y murió en los años 60. Yvonne es profesora retirada.
En 1949 Davis contrajo nupcias con la soprano April Cantelo. Tuvieron dos hijos: Suzanne y Cristóbal. Su matrimonio acabó en 1964, y en aquel mismo año Davis se casó con la joven iraní Ashraf Naini. Para satisfacer tanto a las autoridades iraníes como a las británicas, la pareja tuvo que casarse tres veces, una vez en Irán y dos veces en el Reino Unido, en la embajada iraní, así como en una ceremonia regular británica civil. Tuvieron cinco hijos.

## Discografía parcial
Destacaron sus grabaciones de las obras completas de Berlioz. 
- The Last Night of the Proms, con la Orquesta Sinfónica y el coro de la BBC, la Sociedad Coral y Jessye Norman. Realizó la grabación de la última noche de los Proms londinense en 1969 y en 1972, con obras de Elgar, Berlioz, Wagner, Mendelssohn, Wood, Arne, Händel y Parry.
- Oratorio A child of our time, de Michael Tippett, con los Cantantes de la BBC, la Sociedad Coral de la BBC, la Orquesta Sinfónica de la BBC y Jessye Norman, J. Baker y otros (Philips).

- Beethoven, Conc. p. n. 1, 2 - Kovacevich/Davis, 1970 Decca
- Beethoven, Conc. p. n. 4, 5 - Kovacevich/Davis/LSO/BBC, 1969/1974 Decca
- Beethoven, Conc. vl./Conc. p. n. 3 - Grumiaux/Kovacevich/Davis, Decca
- Beethoven, Conc. vl./Romanze vl. n. 1-2 - Grumiaux/Davis/Waart, 1970/1974 Philips
- Beethoven: Overtures - Sir Colin Davis/Symphonieorchester des Bayerischen Rundfunks, 1986 Sony/CBS
- Berlioz, Requiem/Sinf. fúnebre - Davis/LSO/Dowd, 1969 Philips - Grammy Award per Best Choral Performance 1972 per il Requiem
- Berlioz, Sinfonía fantástica - Davis/CGO, 1974 Philips
- Berlioz, I Troiani A Cartagine (Les Troyens) - Davis/Bainbridge/Partridge/Vickers/Glossop/Royal Opera House Orchestra, 1969 Philips - Grammy Award per Best Opera Recording 1971
- Berlioz, Les Troyens - Davis/Mingardo/Tarver/London Symphony Orchestra, 2002 - Grammy Award per Best Opera Recording 2002
- Berlioz, Benvenuto Cellini - Davis/BBC Symphony Orchestra/Chorus of the Royal Opera House/Berbié/Gedda, 1972 Philips - Grammy Award per Best Opera Recording 1973
- Berlioz, La Damnation de Faust - Davis/Veasey/Bastin/London Symphony Orchestra/Gedda, 1973 Philips - Grammy Award per Best Choral Performance 1975
- Berlioz Overtures - Sir Colin Davis/Staatskapelle Dresden, 1998 BMG/RCA
- Brahms, Conc. p. n. 1/Variazioni Haendel - Kovacevich/Davis/LSO, 1968/1979 Decca
- Brahms: Symphonies; Overtures; Haydn Variations; Piano Concertos; Violin Concerto - Sir Colin Davis/Symphonieorchester des Bayerischen Rundfunks, 2004 BMG/RCA
- Britten, Peter Grimes - Davis/Vickers/Harper/Allen, 1978 Decca - Grammy Award per Best Opera Recording 1980
- Britten, Sueño de una noche de verano - Davis/Asawa/McNair/Ferguson, 1995 Decca
- Dvorák: Symphony No. 9 - "From the New World" - London Symphony Orchestra/Sir Colin Davis, 1999 LSO
- Elgar: Enigma Variations, Introduction & Allegro - London Symphony Orchestra/Sir Colin Davis, 2007 LSO
- Elgar: Violin Concerto - Nikolaj Znaider/Sir Colin Davis/Staatskapelle Dresden, 2010 Sony/RCA
- Gounod, Faust - Davis/Te Kanawa/Araiza, 1986 Decca
- Haendel, Messiah - Davis/Harper/Watts/Wakefield, 1966 Philips
- Handel: Messiah - London Symphony Orchestra/Sir Colin Davis, 2007 LSO
- Haydn, Sinf. n. 93, 94, 97, 99, 100, 101 - Davis/Royal CGO, 1975/1981 Philips
- Haydn, Sinf. n. 95, 96, 98, 102, 103, 104 - Davis/Royal CGO, 1976/1981 Philips
- Holst: The Planets - London Symphony Orchestra/Sir Colin Davis, 2003 LSO
- Massenet, Werther - Davis/Carreras/Stade/Allen, 1980 Decca
- Mozart, Conc. vl. n. 1-5 - Grumiaux/Davis/LSO, 1964/1967 Philips
- Mozart, Flauta Mágica - Davis/Schreier/Price/Serra, 1984 Philips
- Mozart, Nozze di Figaro - Davis/Norman/Freni/Ganzarolli, 1971 Decca
- Mozart: Marriage of Figaro - Monika Schmidt/Ingrid Kertesi/Claes H. Ahnsjö/Sir Colin Davis/Heinz Zednik/Symphonieorchester des Bayerischen Rundfunks/Cornelia Kallisch/Ferruccio Furlanetto/Marilyn Schmiege/Atsuko Suzuki/Helen Donath/Chor des Bayerischen Rundfunks/Siegmund Nimsgern/David Syrus/Michael Gläser/Julia Varady/Gerhard Auer/Alan Titus, 1991 BMG/RCA
- Mozart, Così fan tutte - Davis/Royal Opera House Orchestra/Caballé/Baker/Cotrubas/Gedda, 1974 Philips - Grammy Award per Best Opera Recording 1976
- Mozart: Requiem (Live) - London Symphony Orchestra/Sir Colin Davis, 2008 LSO
- Mozart: Requiem, Choral Works - Chor des Bayerischen Rundfunks/Christian M. Immler/Sir Colin Davis/Symphonieorchester des Bayerischen Rundfunks, 1991 RCA/SONY BMG
- Mozart/Schumann - Evgeny Kissin/London Symphony Orchestra/Sir Colin Davis, 2007 EMI/Warner
- Puccini, Bohème - Davis/Ricciarelli/Carreras, 1979 Decca
- Puccini, Tosca - Davis/Caballé/Carreras, 1976 Philips
- Schubert: Symphonies Nos. 1-6, 8 & 9 - Sir Colin Davis/Staatskapelle Dresden, 2004 BMG/RCA
- Sibelius, Sinf. n. 1-7/Poemas sinf./Conc. vl. - Davis/BSO/Accardo/LSO, 1975/1979 Decca
- Verdi, Ballo in maschera - Davis/Carreras/Wixell/Caballé, 1979 Decca
- Verdi, Falstaff - Davis/Ibarra/Bezduz/Henschel/Moreno/Domashenko/Pertusi/London Symphony Orchestra, 2004 LSO - Grammy Award per Best Opera Recording 2006
- Wagner: Lohengrin - Sir Colin Davis/Symphonie-Orchester Des Bayerischen Rundfunks, 1995 BMG/RCA
- Sir Colin Davis - The Complete RCA Legacy, 1985/2006 Sony/RCA
- Davis, Las sinfonías - LSO/CGO/BSO/Staat. Dresde, Decca
- Claude Debussy: La Mer (1982)
- Claude Debussy: Three Nocturnes with the women of the Tangelwood Festival Chorus (1982)
- Edvard Grieg: Piano Concerto, con Claudio Arrau (1980)
- Felix Mendelssohn: A Midsummer's Night Dream - incidental music (1975)
- Felix Mendelssohn: Sinfonía n.º 4 (1975)
- Franz Schubert: Rosamunde - incidental music (1982)
- Franz Schubert: Sinfonía n.º 9 (1980)
- Robert Schumann: Piano Concerto, con Claudio Arrau (1980)
- Pëtr Chajkovski: Piano Concerto No.1, con Claudio Arrau (1979)
- Pëtr Chajkovski: 1812 Overture con il Tangelwood Festival Chorus (1980)
- Pëtr Chajkovski: Romeo and Juliet Overture (1979)